# Dzwonki

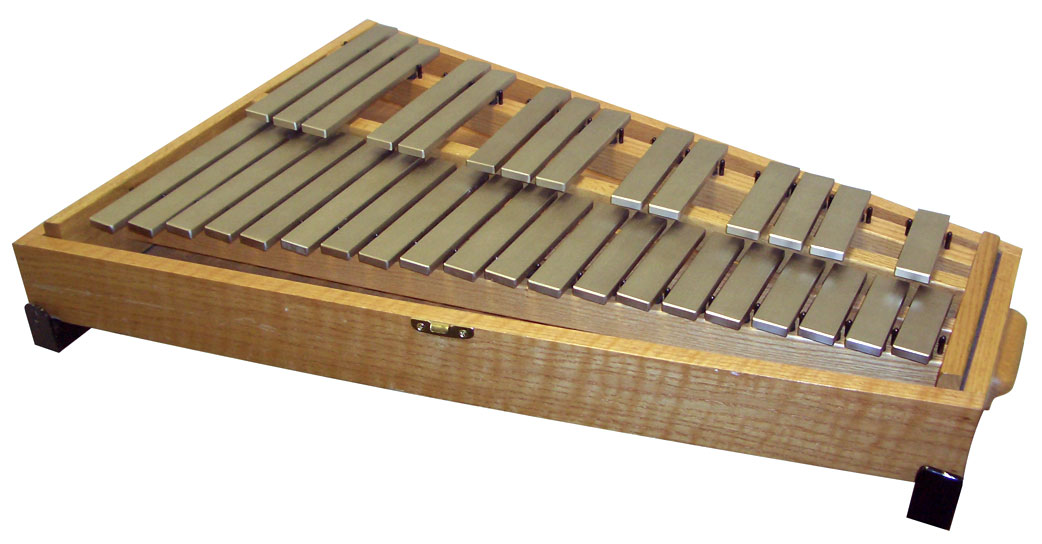
Współczesne dzwonki

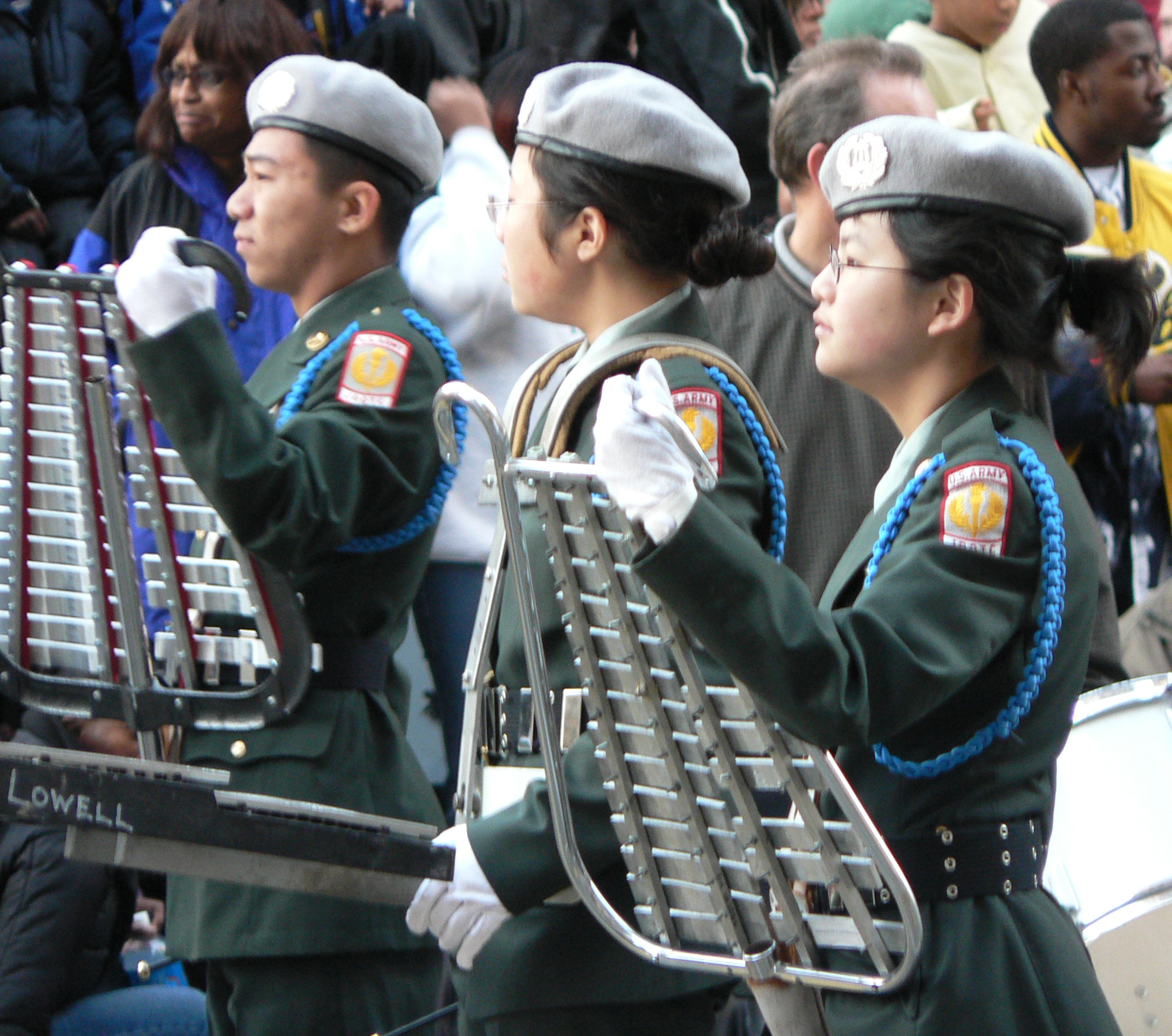
Lira dzwonkowa – możliwość gry tylko jedną ręką

Dzwonki (orkiestrowe) (wł. campanelli, skrót: cmpl.) – instrument muzyczny z rodziny idiofonów, znany również jako Glockenspiel (z niem. "gra dzwonków").
Dzwonki bywają mylnie nazywane cymbałkami (cymbały to instrument strunowy, a nie idiofon).
Dźwięk wydobywa się przez uderzanie metalowych płytek zwykle pałką o twardej, metalowej zwykle główce. Rozłożenie płytek przypomina układ klawiszy fortepianu, całość wyglądem zbliżona jest do zminiaturyzowanego wibrafonu, różni się jednak od niego brakiem rur rezonujących oraz wyższym zasięgiem skali chromatycznej (g" – c""'). Brzmieniem przypomina klarowność i dynamikę trójkąta o krótkim ataku dźwięku i długim wybrzmiewaniu. Dzwonki mogą być również tłumione dłonią lub tłumikiem filcowym, położonym i pokrywającym jednocześnie dwa rzędy płytek. Stosowane są również techniki rozszerzone jak np. gra smyczkiem dla uzyskania przeciągłych, wysoko brzmiących częstotliwości lub efekt vibrato osiągnięty przez wertykalne ruchy dłonią bezpośrednio nad uderzoną płytką.
W orkiestrze symfonicznej wykorzystywane są często dzwonki klawiszowe – instrument podobny do czelesty, nie posiadający jednak oddzielnych rezonatorów pod płytkami a płytki uderzane są twardymi (a nie filcowymi jak w celeście) pałeczkami.
Jedna z odmian instrumentu to lira dzwonkowa, czyli dzwonki ułożone na korpusie w kształcie liry. Instrument ten trzymany jest w pozycji pionowej i wykorzystywany jest w orkiestrach dętych i orkiestrach wojskowych.
Według Klasyfikacji Hornbostela-Sachsa dzwonki orkiestrowe to 111.143.

## Wykorzystanie w muzyce popularnej
Instrument odgrywa bardzo ważną rolę w muzyce filmowej, zwłaszcza w filmach animowanych, pełniąc funkcję ilustracyjną. W muzyce rockowej dźwięk dzwonków bywa zastępowany odpowiednią barwą syntezatora lub samplem. Dzwonki najczęściej wykorzystywane są do podkreślenia melodii czy tematu muzycznego jak np. w utworze Jimiego Hendrixa Little Wing czy tytułowy utwór z albumu Tubular Bells Mike'a Oldfielda. Barwa tego instrumentu użyta jest przez keyboardzistę Shmotza z zespołu Mushroomhead w utworze Solitaire Unraveling.

## Wykorzystanie w muzyce poważnej XVIII-XX wieku
W muzyce kompozytorów XVIII wieku sporadycznie wykorzystywano dźwięk dzwonów, w obecnych wykonaniach grany na dzwonkach orkiestrowych. Händel użył ich w oratorium Saul z 1739 r. Ich dźwięk występuje również w operze Czarodziejski flet Mozarta grany na scenie przez Papagena, we współczesnych wykonaniach grany przez małą pozytywkę.
Dzwonki orkiestrowe pojawiły się w muzyce orkiestrowej XIX wieku zwłaszcza w ilustracyjnej muzyce kompozytorów rosyjskich Czajkowskiego, Rimskiego-Korsakowa i Glinki, często w roli instrumentu solowego, grającego wyrazisty temat na tle orkiestry. W drugiej połowie XIX w zainteresowali się brzmieniem dzwonków francuscy impresjoniści Debussy, Ravel i Poulenc, nadając im bardziej rolę wypełnienia szerokiego tła muzycznego.
W XX wieku dzwonki pojawiają się w wielu utworach symfonicznych kompozytorów takich, jak Prokofiew, Szostakowicz, Messiaen, Orff (Catulli Carmina), Hindemith, Honegger, Britten, Penderecki, Serocki, Lutosławski (III i IV Symfonia) i wielu innych.
Jednym z najbardziej popularnych utworów wykorzystujących dzwonki orkiestrowe jest kompozycja Drumming Steve'a Reicha z 1974.